# Jānis Kalniņš (Eishockeyspieler)
Jānis Kalniņš (* 13. Dezember 1991 in Limbaži) ist ein lettischer Eishockeytorwart, der seit 2022 bei Amur Chabarowsk in der Kontinentalen Hockey-Liga unter Vertrag steht.

## Karriere
Jānis Kalniņš begann seine Karriere beim HK Liepājas Metalurgs, für den er sowohl in der lettischen Eishockeyliga, als auch in der belarussischen Extraliga spielte. Mit der zweiten Mannschaft des Vereins gewann er 2011 und 2012 die lettische Meisterschaft. Dabei erreichte er 2011 den geringsten Gegentorschnitt der Liga und wurde auch zu deren besten Torhüter gewählt. Nachdem sich sein Stammverein 2013 aus finanziellen Gründen aufgelöst hatte, wechselte er zum ungarischen Klub Dunaújvárosi Acélbikák in die MOL Liga. Mit dem Verein aus Mitteltransdanubien gewann er 2014 nicht nur den ungarischen Eishockeypokal, sondern – als bestplatziertes ungarisches Team in der MOL Liga – auch den ungarischen Meistertitel. 2015 wechselte er innerhalb Ungarns zu Alba Volán Székesfehérvár und hütete für dessen zweite Mannschaft ebenfalls in der MOL Liga das Tor. Von 2016 bis 2018 spielte er für Dinamo Riga in der Kontinentalen Hockey-Liga. Anschließend wechselte er zum finnischen Ligakonkurrenten Jokerit, wo er drei Jahre im Tor stand. 2021 wechselte er zu Växjö Lakers Hockey in die Svenska Hockeyligan und zog im März 2022 weiter zu Tappara in die finnische Liiga. Im Sommer 2022 wurde er von Amur Chabarowsk aus der Kontinentalen Hockey-Liga unter Vertrag genommen.

### International
Kalniņš spielte für Lettland bei der U18-Weltmeisterschaft 2009 in der Division I und erreichte den Aufstieg in die Top-Division. Mit der Lettischen U20-Nationalmannschaft nahm er an den U20-Weltmeisterschaften 2010 in der Top-Division und nach dem Abstieg dort 2011 in der Division I teil. Mit der besten Fangquote und dem geringsten Gegentorschnitt des Turniers trug er dort maßgeblich zum sofortigen Wiederaufstieg in die Top-Division bei.
In der lettischen Herren-Auswahl debütierte er in der Saison 2013/14. 2015 nahm er erstmals an einer Weltmeisterschaft im Herren-Bereich teil, wurde beim Turnier der Top-Division in Tschechien jedoch nicht eingesetzt. Auch 2016 und 2017 gehörte er zum lettischen Kader, wobei er 2017 bei der 0:5-Niederlage gegen Russland in der 53. Minute beim Stand von 0:4 für Ivars Punnenovs eingewechselt wurde und so zu seinem ersten WM-Spiel kam. Bei den Weltmeisterschaften 2019 und 2021 kam er zu weiteren Einsätzen. Zudem vertrat er seine Farben bei den Olympischen Winterspielen 2022 in Peking.

## Erfolge und Auszeichnungen
- 2009 Aufstieg in die Top-Division bei der U18-Weltmeisterschaft der Division I, Gruppe B
- 2011 Lettischer Meister mit dem HK Liepājas Metalurgs
- 2011 Geringster Gegentorschnitt und bester Torhüter der Lettischen Eishockeyliga
- 2011 Aufstieg in die Top-Division bei der U20-Weltmeisterschaft der Division I, Gruppe A
- 2011 Beste Fangquote und geringster Gegentorschnitt bei der U20-Weltmeisterschaft der Division I, Gruppe I
- 2012 Lettischer Meister mit dem HK Liepājas Metalurgs
- 2014 Ungarischer Meister und Pokalsieger mit Dunaújvárosi Acélbikák